# Цээжэ-Бургалтайский дацан
Цэ́эжэ-Бургалта́йский даца́н «Донду́п Норбули́н» (тиб. དོན་འགྲུབ་ནོར་བུ་གླིང, Вайли don 'grub nor bu gling) — буддийский монастырь (дацан) в улусе Усть-Бургалтай Закаменского района Бурятии. Относится к тибетской школе гелуг и входит в Буддийскую традиционную сангху России.

## История
Цээжэ-Бургалтайский дацан был основан в 1828 году. Название происходит от протекающей рядом речки Цэжэ, впадающей в Джиду; официальное тибетское название дацана Дондуп Норбулин означает «Место осуществляющей цель драгоценности». Первое здание дацана было построено в 1837 году. В 1854 году иркутским губернским архитектором был разработан новый проект дацана. 46 богатых семей (баялигов) внесли свои средства на строительство. Всего было собрано более 7 000 рублей. В 1874 году началась перестройка дацана; в 1880 году было закончено возведение главного трёхэтажного каменного храма — Цогчен-дугана, в котором приняли участие бурятские и русские строители. Первым ширээтэ (настоятелем) дацана стал лама Пардын Дагба.
Цээжэ-Бургултайский дацан представлял собой большой комплекс сооружений, состоящих из каменных и деревянных храмов и других строений. В 1890-х годах дацану было присвоено звание Чойра, так как здесь был открыт факультет буддийской философии. По окончании обучения ламам присваивалось соответствующее звание: ламахай, габжа (гэбши) и т. д. Сюда съезжались верующие со всех окрестных улусов. В дацане проводили службу более 300 лам и хувараков. Среди них были такие известные ламы как Атхуарабдан, Мухари Данзан-габжа, Дамба-Самбу Гончиков, Гунтуп Шаданов, Цыден Очиров, Лодой Хубраков и др.
В 1920-х годах в СССР начались гонения на религию. В Бурят-Монголии открылись следственные дела в отношении лам, национальной интеллигенции и крестьянства. Развернулась политическая кампания против религиозных служителей и было сфабриковано так называемое «Санагинское дело». Вскоре началась широкая кампания по разоблачению Цээжэ-Бургалтайской «ламско-кулацкой организации».
Ламы дацана во главе с настоятелем (ширээтэ) обвинялись в проведении нелегальных собраний и подрывной деятельности против Советской власти. Были репрессированы ламы высоких духовных санов: аграмбы Буянто Банзаракцаев, Данзан Мухтаров, ширээтэ дацана Данзан Иринчинов, Шойдон Шагдуров-Зайсанов и другие. Всего было арестовано более 100 лам. В 1935 года Цээжэ-Бургалтайский дацан был закрыт, а главный храм разрушен до основания.

## Возрождение

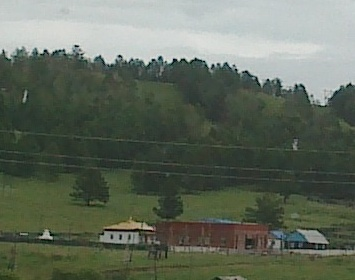
Строящееся здание главного храма Цээжэ-Бургалтайского дацана. Август 2012 года

В 1991 году началось возрождение Цээжэ-Бургалтайского дацана. На пожертвования мирян был построен небольшой дуган. 12 августа 1991 года в нём состоялось первое за многие годы богослужение. В том же году началась реконструкция старого здания Цогчен-дугана, которое было торжественно открыто 10 августа 1992 года.
Наконец, в 2012 году началось восстановление главного храма Цээжэ-Бургалтайского дацана. Строительство велось по проекту 1854 года. Средства на стройку внесли не только верующие Закаменского района, но и других районов Бурятии. Всего было собрано более 14 миллионов рублей. 6 сентября 2014 года новый Цогчен-дуган (главный храм) Цээжэ-Бургалтайского дацана был торжественно открыт.
На первом этаже храма, полностью построенного из красного кирпича, расположен просторный зал для богослужений. В здании также размещены кабинеты эмчи-лам, астролога и учебные классы. На третьем этаже находится библиотека. Здесь же открыта комната для медитации.